# John Collins (Mathematiker)
John Collins (* 25. März 1625 in Wood Eaton nahe Oxford, Oxfordshire; † 10. November 1683 in London) war ein englischer Mathematiker. Durch den umfangreichen Briefwechsel zu den tonangebenden Mathematikern Europas wurde Collins zu einer der Drehscheiben des wissenschaftlichen Diskurses im 17. Jahrhundert.

## Leben und Werk
John Collins war der Sohn eines Ministers in der Regierungszeit Charles I. Er besuchte die Grammar School, musste diese aber nach dem Tod seines Vaters 1638 verlassen, um seinen Lebensunterhalt bei einem Buchhändler in Oxford zu verdienen. 1641 erhielt Collins eine Stellung als Kontorist an dem von London nach Oxford ausgewichenen Hof Charles I. Ab 1642, nach dem Beginn des Bürgerkrieges, residierte der Hof im Christ’s College in Oxford. Collins fand hier Gelegenheit, sich mit Mathematik zu beschäftigen.
Wie John Evelyn oder Robert Moray floh auch Collins wie viele andere dem Hof nahestehende Personen für mehrere Jahre aus England. Er verdingte sich für sieben Jahre als Seemann im Dienst der Republik Venedig, die Truppen gegen das Osmanische Reich mobilisiert. In dem ab 1645 bis 1670 herrschenden Kriegszustand ging es um die Sicherung von Kreta, dem letzten Handelsstützpunkt der Signoria im östlichen Mittelmeer. In dieser Zeit versuchte Collins seine mathematischen Studien fortzusetzen.
Nach dem Ende des Bürgerkrieges kehrte Collins 1649 nach England zurück. Als Mathematiklehrer arbeitete er bis zum Ende der Regierungszeit Cromwells 1660 in London. Nach der Inthronisierung des 1646 ins Exil nach Holland und Frankreich geflohenen Charles II. arbeitet Collins als Buchhalter für verschiedene Organisationen. 1667 wurde Collins Mitglied in der fünf Jahre vorher entstandenen Royal Society. Die durch das Privileg Charles II. 1660 aus der Society for the Promoting of Physico-Mathematical Experimental Learning to promote experimental philosophy hervorgegangene Institution stand unter dem Einfluss von Robert Moray und John Maitland, 1. Duke of Lauderdale. Als Bibliothekar war Collins neben deren Präsident Samuel Pepys und dem Sekretär Henry Oldenburg einer der ersten königlichen Beamten.
Während der Zeit der Pestepidemie 1665 und nach dem Great Fire 1666 arbeitete Collins als Buchhalter, im Excise Office von (1668–70) und zwischen (1670–72) im Brookhouse. In dieser Zeit veröffentlichte Collins Schriften von Isaac Barrow und John Wallis. Barrow verglich später die Bedeutung von Collins für England mit der von Marin Mersenne in Frankreich.
Im Herbst 1668 veröffentlichte Collins ein Traktat zu der von Mercator’s 1668 veröffentlichten Algebra ofte Stelkonst. Die darin beschriebene Reihe des natürlichen Logarithmus war eine neuartige algebraische Methode. Auf Wunsch von Collins und Seth Ward erschien 1669 die ins Latein übertrage Ausgabe der Logarithmotechnia. Die weitere Beschäftigung mit nautischen Karten von Edward Wright führte Collins zur Beschreibung logarithmischer Zusammenhänge von Breitenkreisen und Kursgleiche Loxodrome. Diese wurden Bestandteil der von Mercator entwickelten Mercator-Projektion.
Nach dem Rückgang seiner Einkünfte aus diesen Tätigkeiten trat er 1672 in den Dienst des neu gegründeten königlichen Council of trade and plantations tätig.
1671 zog Collins nach Westminster (London) und heiratete kurze Zeit später Bellona Austin, die Tochter des Generals William Austin, die als Queen’s laundress der englischen Königin Katharina Henrietta von Braganza am Hof diente. Unter dem Münzmeister Henry Slingsby (1667–1684) erhielt Collins ab September 1672 eine Stelle im Farthing Office. Das Farthing Office gehörte der Royal Mint an und führte im selben Jahr die Half-Penny Kupfermünzen ein.
Collins unterhielt eine umfangreiche Korrespondenz zu englischen und schottischen Wissenschaftlern wie Barrow, David und James Gregory, Isaac Newton und Wallis. Darüber hinaus aber auch zu europäischen Gelehrten wie Giovanni Alfonso Borelli, Christiaan Huygens, René François Walther de Sluze, Gottfried Wilhelm Leibniz und Ehrenfried Walther von Tschirnhaus. Collins traf den vierundzwanzig Jahre alten Tschirnhaus 1675 während dessen dreimonatigen Besuches an der Royal Society in London. Nach dem Gesprächen schrieb Collins an Gregory und bezeichnete Tschirnhaus als […] the most knowing algebraist in Europe. Im Jahr darauf weilte Leibniz in London. Das Zusammentreffen von Leibniz mit Collins und weitere Briefwechsel aus dem Nachlass von Collins, bildeten wichtige Aspekte im Beweisverfahren der Royal Society um die von Newton beanspruchte Urheberschaft der Infinitesimalrechnung.
Für die Projektierung einer Kanalverbindung zwischen der Isis, dem Oberlauf der Thames in Oxford, und dem westlich davon verlaufenden Avon, reiste Collins 1683 nach Oxford. Während der Reise, die der Bestandsaufnahme und Einschätzung des Kanalverlaufes dienen sollte, zog sich Collins eine Lebensmittelvergiftung zu, von der er sich nicht wieder erholte und an deren Folgen verstarb.

## Schriften (Auswahl)
Collins hinterließ eine Sammlung von etwa 2000 Büchern und unzählige Manuskripte und Briefe. Das Archiv wurde von William Jones erworben. In seinen Schriften behandelte er u. a. Fragen der Trigonometrie, Navigation, Kartographie oder des Gebrauchs von Quadranten wie auch wirtschaftliche Probleme des Zinnbergbaues.
- An introduction to merchant's accounts. 1652.
- The sector on a quadrant. 1658.
- Geometrical dialling. 1659.
- The mariner's plain scale new plained. 1659.
- Doctrine of Decimal Arithmetick. 1664.